# 尤利西斯 貞德與鍊金騎士
《尤利西斯 貞德與鍊金騎士》是春日御影所作的日本輕小說作品，插圖由繪畫，由集英社旗下的輕小說文庫DashX文庫出版。
2018年5月，官方宣佈本作動畫化，並由AXsiZ製作，電視動畫於同年10月開始播放。

## 故事簡介
身為貴族的兒子卻埋頭於研究魔術和鍊金術的少年蒙莫朗西，在巴黎的王立騎士養成學校，身邊聚集著布列塔尼公爵的妹妹里什蒙等眾多的騎士、姬騎士候補，過著慌亂而又充實的每一天。但隨著阿贊庫爾之戰的大敗，法蘭西與他們的命運徹底改變。巴黎陷落，騎士養成學校也被關閉，失去了一切、成為在逃流亡鍊金術師的蒙莫朗西，在逃亡前往的村子裡與不可思議的少女貞德相遇了。

## 登場角色

### 主要角色
蒙莫朗西（聲：逢坂良太）
正式名称吉爾·德·蒙莫朗西─拉瓦爾（吉尔·德·雷），法蘭西王國大貴族之子，原貴族的鍊金術師。在王立騎士養成學校時，除戰鬥外，也對鍊金術和魔錶現出了興趣，留下了學校設立以來最低的成績。
遇見貞德並用了一半賢者之石來挽救她的生命，並塑造她成為法國的救世主。
動畫第二集裡因為實驗意外成為了“全能靈藥”的載體（透過口腔分泌出來）。
动画第七话裏从炼金术大师尼古拉斯·弗拉梅尔与其爷爷红胡子的谈话中得知他是“启示录兽”的传承者，一度性命難保；后假借与其妹凯瑟琳的圆房一事骗得红胡子的军队增援奥尔良。
第十话吞下另一半贤者之石而获得绝对防御能力，却引发了“启示录兽”灾厄打开“巴比伦洞穴”。
第十二集正式被任命为法兰西军队元帅，并说服夏洛特和里奇蒙和睦，于1429年6月18日的帕提战役击败英格兰军队，并在七月解放兰斯并见证了夏洛特就位。
第五卷裡請求里奇蒙阻止他體內力量暴走而死於她的劍下。
原型為吉爾·德·雷，百年戰爭時期元帥。
貞德（聲：大野柚布子）
居住於東雷米村的牧羊少女。自稱18歲，但是看起來只有10到12歲。
當居住村莊受到攻擊時，受到英格蘭士兵了致命傷害，蒙莫朗西將一半賢者之石放在她身體以挽救性命，令她成為新的尤利西斯。
第9话因为得到亚瑟王剑鞘而从濒死状态复活。
动画第12话和凯瑟琳见面，并在后期解放兰斯帮助夏洛特继位。
第五卷里被贝德福德公爵任命的皮埃尔·科雄（此人後來死於暗殺，對外宣稱為心臟病死亡）诬陷为魔女，在鲁昂英勇就义，她的死导致了鲁昂市民起义，成为了法军全面大反攻、以及蒙莫朗西不惜代价运用贤者之石变成“启示录兽”復仇和试图复活贞德的伏线。
亞斯塔蒂（聲：東城日沙子）
是一種稀少的有翅膀的妖精，自稱「妖精女王」。
賢者之石的守護者，後期的翅膀因特雷穆瓦耶殘忍扯碎而毀掉。
里奇蒙（聲：沼倉愛美）
法蘭西西北部的布列塔尼公國的少女騎士，阿朗松的姐姐，本身滿懐正義感。
在阿金庫爾戰役被俘而遭監禁，後來宣誓效忠於亨利五世，因为是义兄妹关系并没遭受非人待遇。在亨利五世突然去世後逃脫並返回法國。
第五卷正式繼承亞瑟王的聖劍，因前期的劍鞘還在成功配套，並以此阻止蒙莫朗西的力量暴走。
第六卷最后参与庫米尼戰役和卡斯蒂永戰役，见证百年战争结束。
原型為康斯坦堡的里奇蒙（1392-1458），1457年繼承布列塔尼公爵爵位。
夏洛特（聲：大西沙織）
傲慢的法蘭西王國的姬太子，在齊農城堡接見貞德，因為其身材緣故被貞德誤打誤撞在寢室認出，識破在舞會上安排的替身。
後任命貞德並著其与蒙莫朗西一同出兵解決奧爾良之圍。
第十二话任命蒙莫朗西为法兰西军队元帅，并接受和里奇蒙和睦，于1930年7月解放兰斯并在兰斯大教堂荣登大统，成为查理七世。
小說第六卷在阿拉斯和約締結後，從教廷代表口中得知即將面臨瓦拉幾亞大公弗拉德三世和奧斯曼帝國的衝突，以及君士坦丁堡陷落的消息。
原型為查理七世。
菲利普（聲：高田憂希）
法蘭西東部的勃艮第公國的女大公。性格溫和的少女。
在動畫第五集戴上賢者之石製作的頭盔黑化變身為“Noir”（自稱黑之尤利西斯）並於第六集與貞德對決，一度被取去心脏后被贤者之石的头盔【圣杯】修复（动画第七话）。
第12话由格拉斯戴尔摧毁头盔，但因故再度修复，菲利普拒绝了再度戴上头盔，克服了自己的心魔Noir和自己的父亲无畏公约翰的怨魂勇敢面对。
第五卷虽被贞德救出并完全摧毁头盔，但正如历史一样成为了害死圣女贞德的罪魁祸首，在贡比涅俘虏了贞德。
第六卷正式和夏洛特和解，建立阿拉斯和約，結束法蘭西和勃艮第的敵對關係。
原型为菲利普三世（好人菲利普），于1467年6月15日离世。
拉海爾（聲：石上靜香）
全名艾蒂安·德·维格奥勒，名字源自古法语La Hire（愤怒），出身於加斯科涅的女傭兵隊長。喜歡像貞德和妖精的可愛之物，並懐有結婚的夢想。
第五卷里的1431年春天（正值圣女贞德遭火刑英勇就义那年）囚禁在杜尔当。
第六卷裡逃狱后和里奇蒙掌兵，于1435年打赢杰布华战役并在1438年被任命为诺曼底地区的总司令，為百年戰爭畫上句號打下基础。
拉海尔作为扑克牌里的红心J的标志，她保管着圣女贞德就义后遗留下的心脏（贤者之石），直到她如历史中在1443年1月11日病逝于蒙托班为止。

### 法蘭西
拉·特雷穆瓦耶（聲：阿部敦）
攻於心計的法蘭西王國首相，狡詐且手段殘忍，喜歡將精靈製作標本收集和酷刑，多次謀害蒙莫朗西（擅自毀掉給夏洛特的信件、將蒙莫朗西關黑牢企圖殺害、借少女檢查加害貞德和蒙莫朗西、派兵拦截增援奥尔良的部队抢蒙莫朗西的功劳等）。
第六卷裡假借吉爾·德·雷的名義進行賢者之石的研究。
原型為歷史中殺害聖女貞德的罪魁禍首之一的喬治·德·拉·特雷穆瓦耶（George De La Trémoille，1382-1446.5.6），貞德遇害後失勢並於15年後的1446年5月6日遭暗殺身亡，死因一说毒杀，一说死于火枪狙击。
让·迪努瓦（聲：桑原由氣）
化名“巴特尔”，动画第六集登场，与阿朗松一同于奥尔良奋战，夏洛特的弟弟，因为夏洛克不喜欢弟弟喜欢妹妹而不得已以女装示人。
历史原型为让·德·迪努瓦（Jean de Dunois，1402年11月23日－1468年11月24日），奥尔良公爵之子，又名“奥尔良的私生子”，在他同父異母的哥哥查理一世于1439年被俘時被承認為法王的表親，並列為王族的旁系親屬之首及接管迪努瓦郡，後来查理七世封他為隆格維勒伯爵。
嘉芙蓮（聲：富田美憂）
蒙莫朗西的妹妹（實為表妹），在红胡子的授意下安排与蒙莫朗西结婚，与蒙莫朗西用计瞒过红胡子避免了他陷入左右为难的局面。
原型为凯瑟琳·德·布列塔尼的图阿尔，1420年与吉尔·德·雷结婚。也有讲法是与贞德同一时期的另一名圣女——拉罗谢尔的凯瑟琳（与人物同名）。
阿朗松（聲：間島淳司）
里奇蒙的弟弟，动画第六集登场。
与蒙莫朗西是学院时代的竞争对手，奥尔良围城战中与让·迪努瓦和贞德一同并肩作战。
原型为约翰二世，因对阿拉斯条约不满而和查理七世决裂，并参与1439至1440的布拉格叛乱，1461年拒绝接受法王路易十一即位后发出的特赦而再度被监禁。1474年7月18日因谋逆罪判处死刑并没收领土，因死刑迟迟未执行而拖延到1476年死于卢浮宫的狱中为止。
紅鬍子（聲：玄田哲章）
蒙莫朗西的祖父。

### 英格蘭
亨利五世（聲：日野聰）
里奇蒙的义兄，英格兰国王。
在阿金库尔战役里以铺设成逆五角星标志的拒马和栅栏挑衅和阻击法军骑兵，并运用长弓兵以少胜多反败为胜的英格兰统帅，在战役后劝说一心求死的义妹里奇蒙加入英军阵营。
后如历史记载那样因斑疹伤寒病死，统帅一职落到贝德福德公爵手中，也因此事让里奇蒙得到机会逃跑。
貝德福德公爵（聲：興津和幸）
作為兄長亨利五世的左膀右臂，後以攝政王身份擔任英格蘭軍隊的統帥。
對被俘虜的里奇蒙施以性騷擾後被其反擊下體，並讓里奇蒙成功逃脫，動畫第六集裡僱傭威廉·格拉斯戴尔去暗殺貞德。
第六卷随着1435年阿拉斯和约生效失去勃艮第这个盟友后忧愤交加而死。
威廉·格拉斯戴尔（聲：平田廣明）
有“尤利西斯猎人”之称的壮汉，常用巨弩和以贤者之石制作而成的弩箭“尘归尘”猎取尤利西斯的心脏。
动画第六集里利用Noir（菲利普）作诱饵猎取贞德的心脏，并坚守土列尔堡；第10-12话因连接土列尔堡和前沿堡垒之间的吊桥被炸毁而守城失败撤退，临走前摧毁了菲利普头上的圣杯之盔解除施加在菲利普的控制。
历史中因身上沉重的甲胄影响逃生而在土列尔堡的护城河溺毙，时为1429年5月7日，随着他的死亡，奥尔良得以解放。
托馬斯·馬洛禮（聲：諏訪彩花）
动画第八集登场，贝德福德公爵派遣的“贤者之石搜查队”队长，使用英格兰紫衫长弓的弓兵。
与阿朗松一行抢夺作为贤者之石锻造出来的“亚瑟王的剑鞘”，因为误判精灵女王的能力被吓得从树上掉下导致任务失败。
第12话说服前来支援的塔尔博特劝其撤军。
小說第六卷裡證實被英格蘭軍逮捕。
人物原型为托马斯·马洛礼爵士，（1415-1418年【出生年份有出入，虚岁3年】 - 1471年3月14日），英国作家，《亚瑟王之死》的作者，一说出身于威尔士（与动画描述符合），另一说出身于沃里克郡（英格兰西米德兰兹），书中全面收录了亚瑟王圆桌骑士们的传奇故事和追寻圣杯的英雄壮举。于明英宗正统十三年，时年25岁的他受封为郡领骑士，29岁当选沃里克郡国会议员，之后几度陷入金雀花王朝的政治博弈以及玫瑰战争，经历多次牢狱颠沛后，专心撰写《亚瑟王之死》并于1470年3月在伦敦监狱完成手稿，隔年3月身故囹圄。
塔尔博特
素有勇士之名的英格兰骑士，动画第12话登场，率领英格兰军队前来支援土列尔堡，被托马斯·马洛礼劝退。
第六卷最后交代在卡斯蒂隆战役战死。

### 其他
桑特萊伊（聲：高橋英則）
拉海爾率領的傭兵隊一員，與拉海爾一樣出身於加斯科涅。
第六卷與拉海爾參與傑布華戰役。
人物原型為尚·普騰·桑特萊伊（Jean Poton de Xaintrailles，1390年－1461年10月7日），原為加斯科涅的一個小貴族，曾擔任聖女貞德的副官。他還當過皇家馬廄管理、貝里的皇家執行官、以及利穆贊總管。1454年被任命為法國元帥。桑特萊伊在奧爾良之圍、雅爾若戰役、羅亞爾河畔默恩戰役、博讓西戰役、以及帕提戰役中擔任貞德的輔佐，並發起康白尼之圍。在百年戰爭的最後階段，桑特萊伊和艾蒂安·德·維尼奧勒（即拉海爾）積極於收復諾曼第及征討吉耶納，之中以傑布華戰役為代表。1445年法國常備軍建立時，桑特萊伊被指派為十二支新軍其中一支的領導。  1461年10月7日病逝于波爾多，因絕嗣無後而將遺產捐給了教會。
尼古拉·弗拉梅爾（聲：糸博）
舉世著名的鍊金術大師，自稱“開書店的老伯”。
唯一知道蒙莫朗西為“啟示錄獸”的人，並出借鍊金術書籍給蒙莫朗西。
塔木茲（聲：山下大輝）

## 出版書籍
| 集數 | 集英社         | 集英社                 |
| 集數 | 發售日期       | ISBN                   |
| ---- | -------------- | ---------------------- |
| I    | 2015年8月25日  | ISBN 978-4-08-631011-6 |
| II   | 2015年8月25日  | ISBN 978-4-08-631064-2 |
| III  | 2016年4月22日  | ISBN 978-4-08-631108-3 |
| IV   | 2018年2月23日  | ISBN 978-4-08-631233-2 |
| V    | 2018年9月21日  | ISBN 978-4-08-631265-3 |
| VI   | 2018年11月22日 | ISBN 978-4-08-631277-6 |

| 集數   | 日文書名 | 中文書名                       | 集英社         | 集英社                 |
| 集數   | 日文書名 | 中文書名                       | 發售日期       | ISBN                   |
| 短篇集 | 短篇集   | 短篇集                         | 短篇集         | 短篇集                 |
| ------ | -------- | ------------------------------ | -------------- | ---------------------- |
| 0      |          | 尤利西斯0 貞德與女騎士團長殺手 | 2017年10月25日 | ISBN 978-4-08-631210-3 |

## 電視動畫
製作人員
- 原作：春日御影（集英社DASH X文庫）
- 插畫：メロントマリ（集英社DASH X文庫）
- 監督：板垣伸
- 助監督：矢野孝典
- 角色設計：澤田讓治
- 系列構成、劇本：金月龍之介
- 總作畫監督：澤田讓治、一之瀨結梨、高橋成之、西田美彌子
- 美術設定：高橋麻穗（Tulip）
- 美術監督：菊名香（Tulip）
- 色彩設計：石川恭介（J.C.STAFF）
- 攝影監督：町田啟（Chiptune）
- 編輯：武宮睦美
- 音響監督：納谷僚介
- 音樂：岩崎琢
- 動畫製作：AXsiZ

### 主題曲
片頭曲
填詞：淵上舞、松井洋平，作曲：KOHTA YAMAMOTO，編曲：，弦樂安排：川本新，主唱：淵上舞
片尾曲
全填詞：松井洋平，全作曲、主唱：rionos
（第2話）
編曲：rionos
（第3話）
編曲：yuxuki waga
（第4話）
編曲：北川勝利
（第5話）
編曲：保刈久明
（第6話）
編曲：菊地創
（第7話）
編曲：菊田裕樹
（第8話）
編曲：rionos
（第9話）
編曲：rionos
（第10、11話）
編曲：rionos

### 各話列表
| 話數 | 標題               | 分鏡            | 演出            | 作畫監督                                                                                         | 總作畫監督                   |
| ---- | ------------------ | --------------- | --------------- | ------------------------------------------------------------------------------------------------ | ---------------------------- |
| #01  | 鍊金術與妖精       | 板垣伸          | 村田尚樹        | 飯飼一幸                                                                                         | 澤田讓治 一之瀨結梨 高橋成之 |
| #02  | 少女貞德           | 板垣伸 矢野孝典 | 矢野孝典        | 小川麻衣 山村俊了 竹上貴雄 小關雅 鐘文山                                                         | 澤田讓治 西田美彌子          |
| #03  | 去往謀略的宮廷     | 板垣伸          | 石田博          | 谷口繁則 今泉龍太 高橋宏郁 野村美織 小關雅                                                       | 澤田讓治 高橋成之            |
| #04  | 約定為誰而許       | 板垣伸          | 矢野孝典        | 小關雅 北村晉也 富澤和雄                                                                         | 澤田讓治 西田美彌子          |
| #05  | 純潔的證明         | 板垣伸 所俊克   | 所俊克 中村近世 | 柳孝相 田之上慎 門智昭 Studio Musket                                                             | 一之瀨結梨                   |
| #06  | 塵歸塵             | 板垣伸          | 藏本穗高        | 村長由紀 細田沙織 小關雅                                                                         | 西田美彌子                   |
| #07  | 雨和追憶的布列塔尼 | 板垣伸 榎本明廣 | 宮原秀二        | 坂口蒼星 飯飼一幸                                                                                | 高橋成之 一之瀨結梨          |
| #08  | 聖女歸來           | 板垣伸          | 松本佳久        | 小關雅 西川真人 飯飼一幸                                                                         | -                            |
| #09  | 白與黑的舞曲       | 板垣伸          | 矢野孝典        | 小關雅 鐘文山 竹上貴雄 一之瀨結梨 北村晉哉 谷口繁則 佐藤義久                                     | -                            |
| #10  | 啟示錄之獸         | 板垣伸          | 田邊慎吾        | 西田美彌子 田中彩 小關雅 竹上貴雄 西川真人                                                       | -                            |
| #11  | 樂園，然後         | 板垣伸          | 富澤和雄        | 棚澤香織 鈴木春香 田中彩 西田美彌子 小關雅 竹上貴雄 飯飼一幸                                     | -                            |
| #12  | 在這美妙的世界裡   | 板垣伸          | 矢野孝典        | 澤田讓治 小關雅 竹上貴雄 一之瀨結梨 西田美彌子 高橋成之 鐘文山 西川真人 棚澤香織 鈴木春香 田中彩 | -                            |

### BD
| 卷數 | 發行日期       | 收錄話數     | 規格編號  |
| ---- | -------------- | ------------ | --------- |
| 1    | 2018年12月21日 | 第1話~第4話  | DMPXA-024 |
| 2    | 2019年1月25日  | 第5話~第8話  | DMPXA-025 |
| 3    | 2019年2月22日  | 第9話~第12話 | DMPXA-026 |